# Chomelia schomburgkii
Chomelia schomburgkii là một loài thực vật có hoa trong họ Thiến thảo. Loài này được Steyerm. mô tả khoa học đầu tiên năm 1967.